# Léon Printemps
Léon Printemps (Parijs, 26 mei 1871 – aldaar, 9 juli 1945) was een Frans kunstschilder. Aan de École nationale des beaux-arts in Parijs gaat hij onder andere om met de schilders Rouault, Matisse en Evenepoel. Hij valt op door de kwaliteit van zijn artistiek werk als portretschilder en landschapskunstschilder.

## Biografie
Léon Printemps werd geboren in Parijs in een gezin dat afkomstig was uit de streek rond Rijsel. Al op jonge leeftijd voelde hij zich aangetrokken tot de schilderkunst.
Zijn oom, beeldhouwer Jules Printemps, leerling van François Jouffroy aan de École nationale supérieure des beaux-arts, steunde hem in zijn roeping en bereidde hem voor op het toelatingsexamen voor deze opleiding. Hij werd in 1892 tot de opleiding toegelaten en ook tot het atelier van Gustave Moreau, waar hij regelmatig bleef komen tot diens dood in 1898. Hij kwam er in contact met onder andere Georges Rouault, Henri Matisse, Henri Evenepoel, Albert Marquet, Edgar Maxence en Charles Milcendeau.
In die periode viel hij grotendeels onder het symbolisme en drukt hij zich nu eens uit door middel van een poëtische of mythologische visie, en dan weer door middel van de sensualiteit van het vrouwelijk naakt.

## Werk

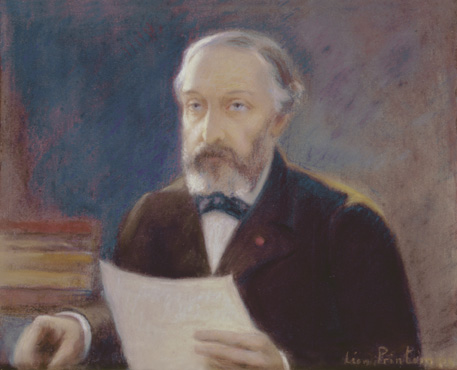
Sully Prudhomme - 1902 - Pastel - 36x45cm

### Portretschilder
Als bekend portretschilder kreeg hij opdrachten van beroemde figuren onder wie Sully Prudhomme, de eerste laureaat van de Nobelprijs voor de literatuur, de prins en prinses van Waldeck, de heer en mevrouw Commettant en Prins Joesoepov, de moordenaar van Raspoetin.
Léon Printemps trouwde in 1903 en schilderde zijn familiekring regelmatig in een intimistische kleurschakering. Dat geldt vooral voor zijn dochter Lucile, van wie het overlijden op zesjarige leeftijd hem diep bedroefde, en zijn zoon René.

### Landschapsschilder
Léon Printemps was zijn hele leven lang een landschapsschilder. Zijn wens om de Vlaamse meesters te zien bracht hem eind negentiende eeuw naar België en Nederland, vanwaar hij talrijke studies meebracht.
Later ontwikkelt hij een voorliefde voor de op dat moment trendy stranden van Normandië, en na de Tweede Wereldoorlog voor Bretagne en vooral voor de eilanden voor de kust van de Vendée, île de Noirmoutier en île d'Yeu, waar hij kustlandschappen en portretten van vissers en oude boerinnetjes schilderde.

### Vlaamse en Hollandse invloed
De aantrekkingskracht van de grote meesters, die zich openbaarde tijdens bezoeken aan het Louvre, stimuleerde hem om meermaals naar België en Nederland te trekken om er de kunstwerken van de grote Vlaamse en Hollandse meesters nader te bestuderen. Meerdere schilderijen ontleend aan zijn eerste reizen naar België werden tentoongesteld op het Salon des artistes français (1898 en 1905), het Salon artistique des PTT (1905) en op regionale tentoonstellingen, in Rijsel (1898) en in Nantes (1906).
Tijdens zijn eerste reis naar België in 1894, die hij waarschijnlijk in het gezelschap van andere leerlingen van Gustave Moreau maakte, bracht hij een bezoek aan Brugge, Gent, Mechelen en Antwerpen. Twee jaar later, tijdens een tweede reis, naar de Maasvallei, schilderde hij de rots Bayard, een bezienswaardigheid te Dinant. In 1897 verbleef hij in Nederland en bracht hij een bezoek aan het Rijksmuseum in Amsterdam. In 1898 bracht hij opnieuw een bezoek aan Brugge en Mechelen. Met deze twee steden liet hij in 1929 en in 1933 ook zijn zoon René kennismaken, die eveneens schilder was en student aan de École des beaux-arts in Parijs.
Léon Printemps overlijdt in zijn atelier op 9 juli 1945, in de Rue Furstenberg 6, waar nu het museum van Eugène Delacroix is gevestigd.

## Galerij

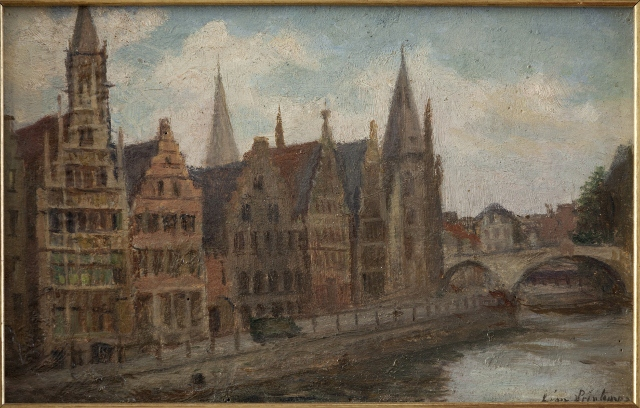
Léon Printemps, Graslei te Gent (België), 1894.
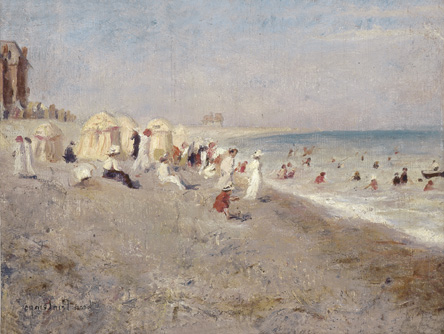
Léon Printemps, Strand aan de zee te Onival (Frankrijk), 1907.
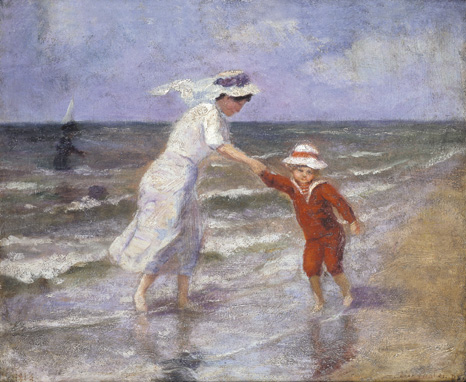
Léon Printemps, Eerste bad te Berck (Frankrijk), 1914.
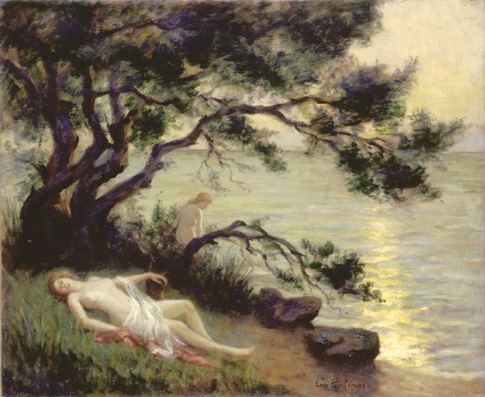
Léon Printemps, Baadsters in Bois de la Chaise (Noirmoutier), ca. 1923.
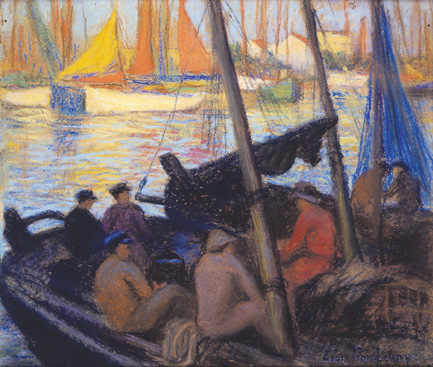
Léon Printemps, Terugkeer van visvangst (Île d'Yeu), ca. 1926.
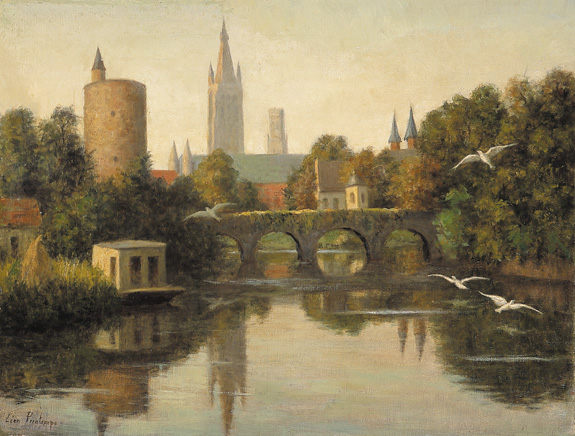
Léon Printemps, Minnewater te Brugge (België), ca. 1930.

## Deelname aan Tentoonstellingen - Prijzen en onderscheidingen
- (fr)  Salon des artistes français, tussen 1893 en 1939. Eervolle vermelding in 1900
- Salon d’hiver, van 1907 tot 1934
- Salon des artistes de Paris
- Exposition des Amis des arts de la Somme, in Amiens. Zilveren medaille in 1896
- Salon de l’Union artistique du Nord, in Rijsel. Zilveren medaille in 1896
- Salon de la Rose-Croix, 1897[1]
- Salon artistique des PTT
- Exposition du Travail. Zilveren medaille in 1899
- Salon de la Société des Amis des arts de Nantes, 1902 tot 1908
- Salon du Cercle des Gobelins, 1901 tot 1903, 1913
- Internationale tentoonstelling van het Palais des Beaux-Arts in Monte Carlo, 1903
- Internationale tentoonstelling in Parijs Neuilly, Gouden medaille in 1900
- Internationale tentoonstelling in Seattle, Washington, Gouden medaille in 1909
- Tentoonstelling van de leerlingen van Gustave Moreau, Galerie Hessèle, 1910
- Prix du souvenir - Guerre 1914-1918, 1924
- Prix Frattesi van de stad Parijs, 1942

## Schilderijen in openbare collecties
- Châlons-en-Champagne (Marne) : Gemeentemuseum – Parfum du soir - 1904. Schenking van Baron Alphonse de Rothschild
- Châtenay-Malabry (Hauts de Seine) : 
- Mediatheek : Portret van Sully Prudhomme - 1902. Maison de Chateaubriand : La femme à la grille - 1898.
- Cholet (Maine-et-Loire) : Musée d’art et d’histoire – L’Automne - 1900[2].
- Clairoix (Oise) : Association Art, Histoire et Patrimoine de Clairoix – Église de Clairoix - Vallée de l’Aronde - 1910.
- Clermont (Oise) : Stadhuis – Bretonne d’Audierne - 1910.
- Compiègne (Oise) : Musée Antoine Vivenel – Au bois du rève - 1899. Schenking van Baron Alphonse de Rothschild.
- Laffaux (Aisne) : Stadhuis – Verdun - 1920[3].
- Les Lucs-sur-Boulogne (Vendée) : Historial de la Vendée – 30 schilderijen (schenking in 2013)[4].
- Lullin (Savoie) : Stadhuis – Église - 1917.
- Noirmoutier (Vendée) : 
- La Guérinière : Musée des traditions de l’île  – Paysage; 
- L'Épine : Stadhuis  – Le marché de L'Épine - 1922; 
- Noirmoutier-en-l’île : Musée du Château  – Affiche des Chemins de Fer de l’État - Excursions aux îles de l’Océan - 1928; 
- Association des Amis de Noirmoutier – 25 schilderijen (schenking in 2013)[4].
- Parijs : Gemeentefonds voor moderne kunst van de stad Parijs – Retour de pêche (île d’Yeu) - 1925.
- Quimper (Finistère) : Musée départemental Breton – 9 schilderijen (schenking in 2015)[4].
- Riom (Puy-de-Dôme) : Musée F. Mandet – Le lierre enlaçant la fleur - 1903.
- Vauhallan (Essonne) : Bureau voor toerisme – L’église de Vauhallan - 1897.
- Versailles (Yvelines) : Musée Lambinet – La gare des matelots - 1918.

## Recente retrospectieve tentoonstellingen sinds 2000
- Parijs, Gemeentehuis van het zevende arrondissement, maart 2000.
- Île de Noirmoutier, Musée des traditions de l’île de Noirmoutier : La Guérinière, april - juni 2000 ; L'Épine, juli-augustus 2005.
- Châtenay-Malabry, tentoonstelling ter gelegenheid van de honderdste sterfdag van Sully Prudhomme, mei 2007.
- Les-Lucs-sur-Boulogne, bijdrage aan de tentoonstelling « Des toiles et des voiles – L’île d’Yeu sous le regard des peintres », 
 Historial de Vendée, 29 juni - 23 september 2007.
- Vauhallan, bijdrage aan de tentoonstelling over de Eerste Wereldoorlog, november 2008. Foto's van een tiental werken.
- Île d’Yeu, bijdrage aan de tentoonstelling over de kunstenaars van de haven van La Meule, augustus 2009[5]